# Beratprefekturen
Berat prefektur (alb. Qarku i Beratit) är en av Albaniens tolv prefekturer. Den bildades år 2000 av distrikten Berat, Kucova, och Skrapar med Berat som residensstad. Perfekturen består sedan 2015 av fem kommuner Berat, Dimal, Kuçovë, Poliçan och Skrapar. Innan 2015 var det 25 kommuner. Orter i perfekturen är Banaj,  Berat och Çorovoda.
| Kommuner | Administrativa enheter i kommunen                                                  | Tidigare distrikt |
| -------- | ---------------------------------------------------------------------------------- | ----------------- |
| Berat    | Berat, Otllak, Roshnik, Sinja, Velabisht                                           | Berat             |
| Kuçova   | Kozare, Kuçovë, Lumas, Perond                                                      | Kucovë, Berat     |
| Poliçan  | Poliçan, Tërpan, Vërtop                                                            | Berat, Skrapar    |
| Skrapar  | Bogovë, Çepan, Çorovodë, Gjerbës, Leshnje, Potom, Qendër Skrapar, Vëndreshë, Zhepë | Skrapar           |
| Dimal    | Cukalat, Kutalli, Poshnja, Ura Vajgurore                                           | Berat             |